# Aglaia densisquama
Aglaia densisquama là một loài thực vật]] thuộc họ Meliaceae. Đây là loài đặc hữu của Malaysia.